# 志村年子
志村 年子（しむら としこ、1942年1月1日 - ）は、日本の声楽家（メゾソプラノ）、オペラ歌手。

## 経歴
東京都出身。桐朋学園大学音楽学部卒業。畑中良輔、畑中更予、佐々木成子に師事。
フランクフルト州立音楽大学に留学。ゲルトルーデ・ピッツィンガー、オットー・ブラウンに師事。ドイツの国家試験（コンサートエグザメン）に合格し、「最優秀賞」を得て卒業。ドイツ各地で演奏活動を行う。
オペラデビューは1971年（昭和46年）11月7日、11日の二期会 オッフェンバック『ホフマン物語』アントニアの母の声である。その後、ワーグナー『ワルキューレ』『さまよえるオランダ人』モーツァルト『魔笛』フンパーディンク『ヘンゼルとグレーテル』ヴェルディ『ファルスタッフ』ワーグナー『ジークフリート』など、次々とオペラに出演する。出演したプロダクションの数は、昭和音楽大学オペラ情報センターの記録だけで41を数える。他にも1995年（平成7年）に藤沢市民オペラでのニコライ『ウィンザーの陽気な女房たち』ライヒ夫人、日本人の現代曲でも1996年（平成8年）に水戸芸術館ACM劇場（初演）および東京室内歌劇場で原嘉壽子『さんせう太夫』瞽の老婆、1999年（平成11年）に新国立劇場で原嘉壽子『罪と罰』母を演じるなど、レパートリーは幅広い。元・二期会会員。
1977年（昭和52年）にはNHK委嘱のラジオ合唱劇 三木稔『タロウ』母ちゃんを演じている。
1989年（平成元年）には團伊玖磨オペラ『ちゃんちき』の渡欧公演に参加し、ブダペスト、ドレスデンなど東欧4か国で演唱した。
コンサートでも、指揮：小澤征爾・新日本フィルハーモニー交響楽団とベートーヴェン『第九』で共演。名古屋ヘンデル協会で『メサイア』を1976年（昭和51年）に指揮：三石精一・名古屋フィルハーモニー交響楽団、1977年（昭和52年）に指揮：森正・名古屋フィルハーモニー交響楽団、1979年（昭和54年）に指揮：三石精一・名古屋フィルハーモニー交響楽団のソリスト。エルンスト・ヘフリガーとの共演によるバッハ『マタイ受難曲』『ヨハネ受難曲』。新星日本交響楽団とは1976年（昭和51年）に『第九』（指揮：山田一雄）1978年（昭和53年）に『第九』（指揮：ハンス・レーヴライン）1980年（昭和55年）にドヴォルザーク『スターバト・マーテル』（指揮：星出豊）同年にモーツァルト『戴冠式ミサ』（指揮：佐藤功太郎）『第九』（指揮：ハンス・レーヴライン）と共演。1977年（昭和52年）にも『第九』指揮：ルカーチ・エルヴィン、日本フィルハーモニー合唱団、日本フィルハーモニー交響楽団に出演。東京コール・フリーデ演奏会『第九』では、1978年（昭和53年）に日比谷公会堂で指揮：渡辺暁雄・日本フィルハーモニー交響楽団、1995年（平成7年）に東京文化会館で指揮：三石精一・新交響楽団、1996年（平成8年）に東京文化会館で指揮：三石精一・新交響楽団と共演を重ねている。1980年（昭和55年）は埼玉第九で指揮：渡辺暁雄・日本フィルハーモニー交響楽団と共演。1982年（昭和57年）には浜松市民会館で浜松フロイデ合唱団の『第九』（指揮：アントニン・キューネル / 新星日本交響楽団）。北日本新聞社と富山県合唱連盟による『第九』に出演。1986年（昭和61年）、1987年（昭和62年）、1988年（昭和63年）、1989年（平成元年）には品川区民管弦楽団の『第九』に連続して出演。1992年（平成4年）には高岡市民音楽祭でのロッシーニ『スターバト・マーテル』でソロを務めている。他にも共演多数。
リサイタルにおいては、1970年（昭和45年）に西ドイツから一時帰国しデビューリサイタルを開く。1978年（昭和53年）に第112回毎日ゾリステンで「志村年子メゾソプラノ独唱会」を開催。1988年（昭和63年）に東京音楽大学助教授である夫の志村安英と行った「志村年子が歌うブラームス」、1990年（平成2年）の「2人のマーラー」、1992年（平成4年）の「ちょっとアカデミックに珠玉の歌曲をどうぞ」、2000年（平成12年）には「水戸芸術館開館10周年記念事業シリーズ『日本の歌・この100年』1-3歌曲の流れ－そして現代へ－」への参加などに取り組んでいる。
後進の育成も手掛けており、門下生に渡辺理恵、山口万里子、山﨑淑子、中島麻紀子などがいる。1997年（平成9年）には「第2回梅の里音楽祭＆『日本の歌』スプリングセミナー '97」（群馬県榛名町（現：高崎市））の講師も担当している。

## 受賞歴
- 1977年度（昭和52年度）第5回ウィンナーワルド・オペラ賞（のちのジロー・オペラ賞）[27]『魔笛』の侍女などの活躍に対し[2]

## ディスコグラフィー
- CD アルマ・マーラー 残された歌曲・日本の名歌 志村年子：メゾソプラノ 志村安英：ピアノ フォンテック[28]
- CD 2人のマーラー、グスタフとアルマの世界 孤独しかし自由 志村年子：メゾソプラノ 志村安英：ピアノ フォンテック
- CD2枚組 イタリア歌曲集 ソプラノ：松本美和子 メゾソプラノ：志村年子 テノール：永田峰雄 ピアノ：谷池重紬子 監修：畑中良輔 フォンテック[29]
- CD7枚組 オリジナル盤による服部良一全集 オムニバス CD6 交響詩曲『ぐんま』アルトソロを担当 日本コロムビア[30]
- CD2枚組 山田一雄の芸術 －マーラー交響曲第2番『復活』中沢桂 志村年子 京都市立芸術大学音楽学部合唱団 ベリョースカ合唱団 京都市交響楽団 ビクターエンタテインメント
- CD2枚組 日本のうた 90年の系譜 オムニバス ソニー・ミュージックレコーズ
- CD 合唱名曲コレクション 大島ミチル 組曲『御誦』指揮：北村協一 AROUND SINGERS (1994) ピアノ：久邇之宜 Perc：海沼正利、榊原千菜 アルト：志村年子 東芝EMI
- 2CD付 独習と受験のための日本歌曲集(1) 範唱CD+伴奏CD 歌唱監修：畑中良輔 音楽之友社 ISBN 978-4276875333
- 2CD付 独習と受験のための日本歌曲集(2) 範唱CD+伴奏CD 歌唱監修：畑中良輔 音楽之友社 ISBN 978-4276875340